# Pango-Aluquém
Pango-Aluquém  è una municipalità dell'Angola appartenente alla Provincia del Bengo. Ha 45.680 abitanti (stima del 2006) ed una superficie di 2.754 km².
Il principale comune è Pango.